# Cerkiew św. Cyryla Turowskiego i Wszystkich Patronów Narodu Białoruskiego w Londynie
Cerkiew św. Cyryla Turowskiego i Wszystkich Patronów Narodu Białoruskiego w Londynie (biał. Царква Святога Кірылы Тураўскага і Усіх Святых Апекуноў Беларускага Народа; ang. Church of St Cyril of Turau and All the Patron Saints of the Belarusian People) – białoruskokatolicka cerkiew przy Holden Ave w Londynie, w Wielkiej Brytanii. Należy do Białoruskiej Misji Katolickiej i parafii śś. Piotra i Pawła w Londynie. Podlega pod ukraińskokatolicką eparchię Świętej Rodziny w Londynie.
Pierwsza drewniana świątynia w Londynie zbudowana po wielkim pożarze miasta w 1666.
Oprócz misji obrządku bizantyjsko-białoruskiego cerkiew służy Słowackiej Misji bł. Męczennika Metodego Dominika Trčki (obrządek bizantyjsko-słowacki).

## Historia
Białoruscy grekokatolicy pojawili się w Wielkiej Brytanii podczas II wojny światowej i byli żołnierzami Wojska Polskiego. Po wojnie ich liczba wzrosła, gdy zdemobilizowani żołnierze nie chcieli powrócić na Białoruś, która znalazła się w granicach Związku Sowieckiego. W 1947 powstała w Londynie Białoruska Misja Katolicka. Rok później w Marian House powstała białoruskokatolicka kaplica pw. Świętych Apostołów Piotra i Pawła.
W XXI w. obok Marian House postanowiono wznieść wolnostojącą cerkiew. Początkowo były problemy z wyborem architekta, jako że inwestor chciał, aby projekt oparty był na białoruskiej tradycji architektury sakralnej, nieznanej brytyjskim architektom. Zadania podjął się londyński projektant chińskiego pochodzenia Tszwai So, który przed przystąpieniem do pracy odbył podróż na Białoruś w celu zapoznania się z architekturą tamtejszych dawnych cerkwi unickich. Wybór padł na połączenie elementów tradycyjnych i współczesnych.
Pozwolenie na budowę uzyskano w 2013. Ukończono ją w 2016. 17 grudnia tego roku cerkiew konsekrowali nuncjusz apostolski w Wielkiej Brytanii abp Antonio Mennini oraz ordynariusz eparchii Świętej Rodziny w Londynie bp Hlib Łonczyna. Udział wziął również wizytator apostolski ad nutum Sanctae Sedis dla grekokatolików Białorusi archimandryta Jan Sergiusz Gajek. Świątynia stanowi pomnik ofiar i ocalałych z katastrofy w Czarnobylskiej Elektrowni Jądrowej.

## Architektura cerkwi
Cerkiew zbudowano w stylu współczesnym, jednak nawiązuje ona do stylu barokowego. Zbudowana jest z drewna z licznymi przeszkleniami. Budynek nie posiada okien, jednak jest to zgodne z tradycyjnym budownictwem unickim skoncentrowanym na wnętrzu.
Kopuła w stylu barokowym nawiązuje do tradycji unickich z czasów Rzeczypospolitej Obojga Narodów (kontrastując z kopułami w stylu rosyjskim, które wieńczyły cerkwie prawosławne w okresie rosyjskiego panowania nad Białorusią). Samo zastosowanie elementów barokowych, kojarzonych z katolicyzmem i kontrreformacją, ma podkreślać katolickość świątyni.

## Otoczenie
Wokół cerkwi rosną lipy i brzozy, posadzone w latach 60. XX w. Gatunki te, charakterystyczne dla białoruskiej przyrody, mają przypominać Białorusinom o ojczyźnie.

## Nagrody
Cerkiew została uznana za najlepszy projekt architektoniczny w kategorii budynków sakralnych na World Architecture Festival 2018 w Amsterdamie.

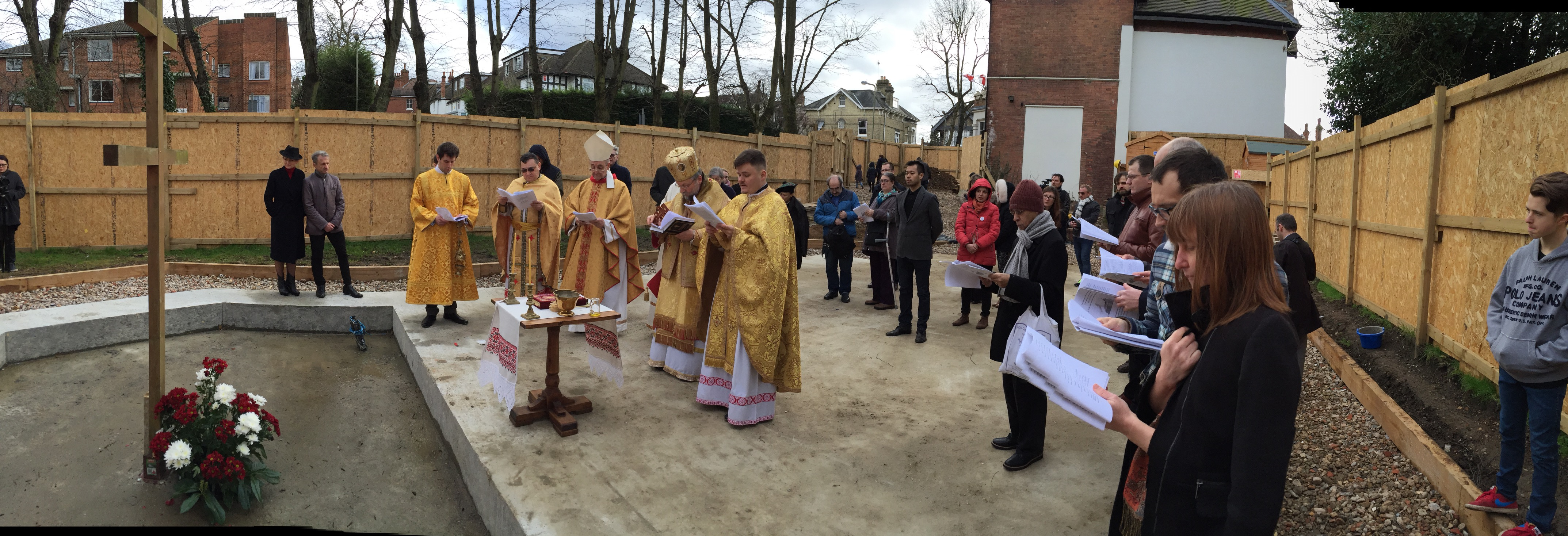
Poświęcenie miejsca pod budowę
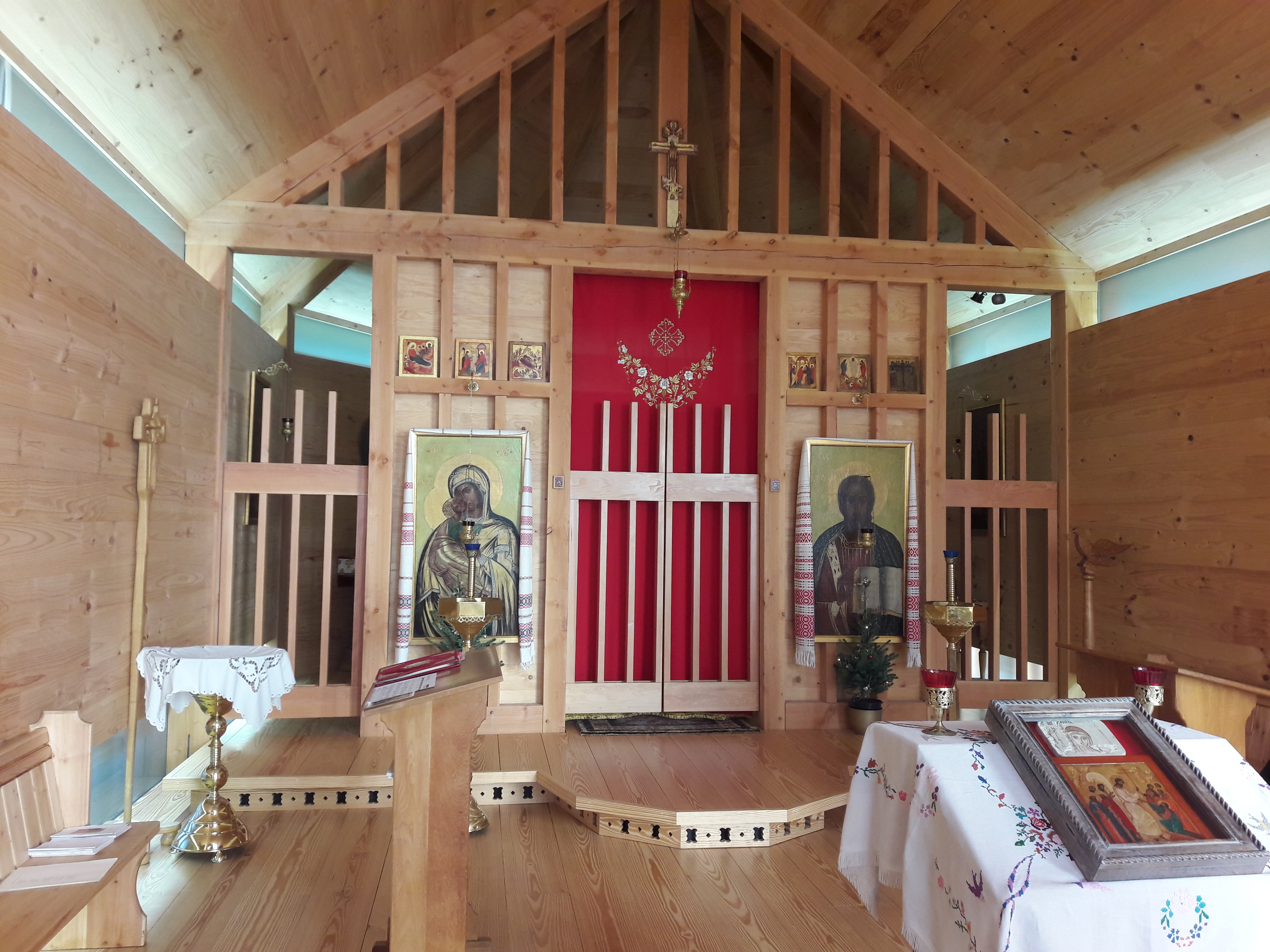
Ikonostas
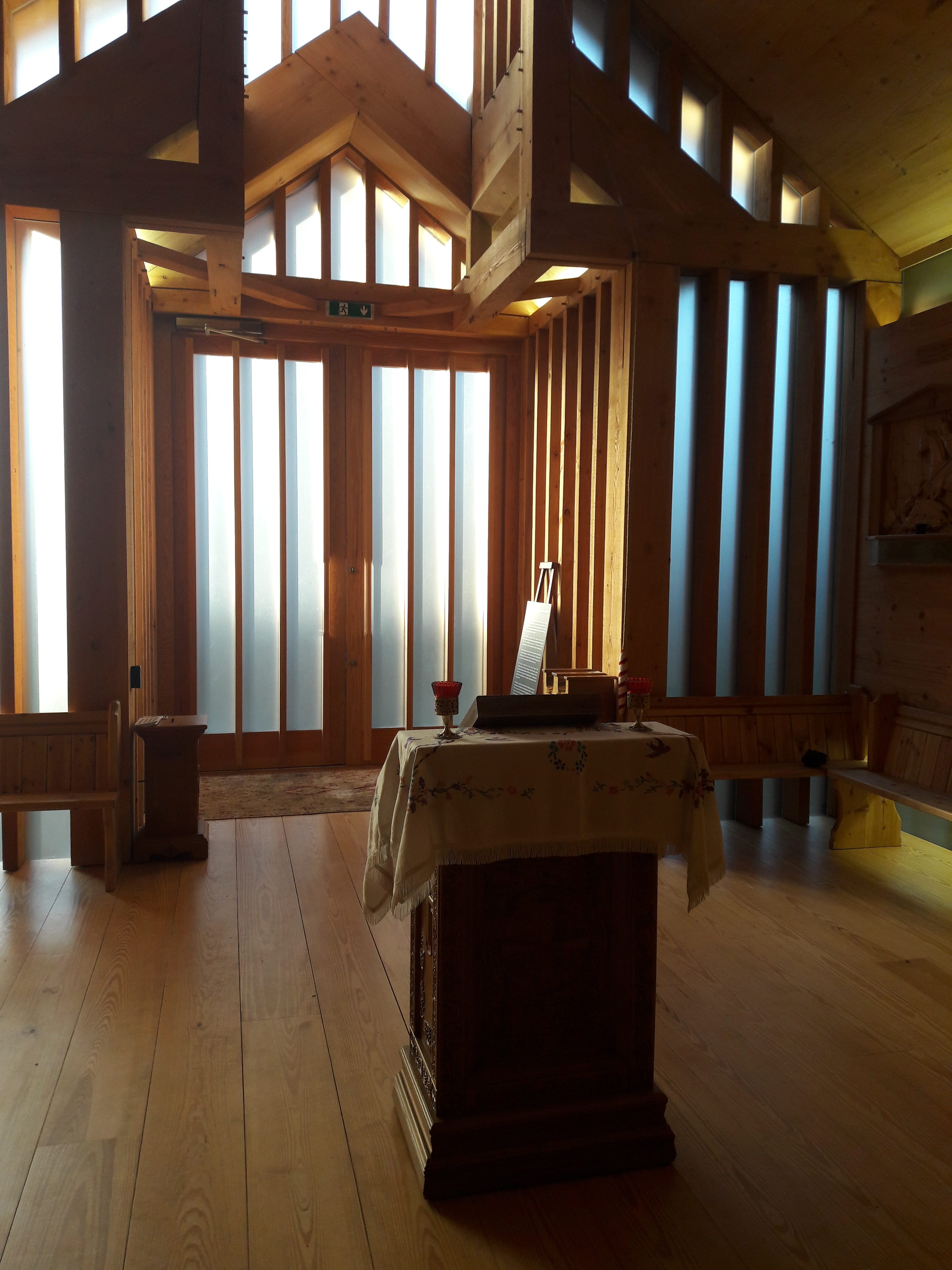
Wnętrze cerkwi